# Hana Kulhánková
Hana Kulhánková (* 12. srpna 1977) je česká filmová odbornice, ředitelka festivalu dokumentárních filmů o lidských právech Jeden svět.
Studovala filmovou vědu a v roce 2008 absolvovala obor anglický jazyk a literatura na Filozofické fakultě Masarykovy univerzity v Brně obhajobou magisterské práce na téma „Validity of Butch and Femme Gender Identities“.
Od roku 2002 se podílela na festivalu Mezipatra, jejž pak v letech 2003 a 2004 vedla. Pracovala i na dalších filmových festivalech, překládala filmy, přednášela o americkém avantgardním filmu, genderové a queer teorii. Od roku 2005 pracuje v organizaci Člověk v tísni, kde je od roku 2010 ředitelkou festivalu Jeden svět. Od října 2010 je také členkou správní rady nadačního fondu Slovak-Czech Women's Fund, od roku 2011 členkou spolku Prague Pride, podílí se na organizaci festivalu Queer Eye.
Hospodářské noviny ji v lednu 2016 vyhlásily mezi 25 vybranými ženami v anketě TOP ženy Česka za rok 2015 v kategorii veřejná sféra.
V roce 2016 se stala sociální matkou Hermíny, biologické dcery své o 7 let mladší partnerky Adély, s níž se seznámila v Člověku v tísni a v té době spolu byly v osmiletém vztahu. V říjnu 2018 se jim narodil syn Jonáš, rovněž odnošený biologickou matkou Adélou.